# Phymatotrichopsis omnivora
Phymatotrichum omnivorum
Espèce
Synonymes
- Ozonium omnivorum Duggar[2]
- Ozonium omnivorum Shear, 1907[1],[2]
- Phymatotrichum omnivorum Duggar[2]
- Phymatotrichum omnivorum (Shear) Duggar, 1916[1],[2]

Phymatotrichopsis omnivora est une espèce de champignons phytopathogènes de la famille des Rhizinaceae. Il est responsable de la maladie du Texas du cotonnier et du rhizoctone du Texas.